# Georgia Titans
I Georgia Titans sono stati una franchigia di pallacanestro della AABA, con sede a Macon, in Georgia, attivi nella stagione 1978.
Terminarono il loro unico campionato con un record di 5-3. Scomparvero dopo il fallimento della lega.

## Stagioni
| Stagione | Lega | Denominazione  | V | P | %    | Piazzamento | Play-off |
| -------- | ---- | -------------- | - | - | ---- | ----------- | -------- |
| 1978     | AABA | Georgia Titans | 5 | 3 | 62,5 | 2º          |          |